# Isodontia fuscipennis
Isodontia fuscipennis är en biart som först beskrevs av Johan Christian Fabricius 1804.
Isodontia fuscipennis ingår i släktet Isodontia och familjen grävsteklar. Inga underarter finns listade i Catalogue of Life.